# کریستی هنریچ
کریستی هنریچ (به انگلیسی: Christy Henrich) ژیمناست زادهٔ ۱۸ ژوئیهٔ ۱۹۷۲ میلادی اهل کشور ایالات متحده آمریکا است.